# Aeroporto di Monaco di Baviera
L'aeroporto di Monaco di Baviera (IATA: MUC, ICAO: EDDM), chiamato aeroporto internazionale Franz Josef Strauss (in inglese Franz Josef Strauss International Airport,in tedesco Flughafen München Franz Josef Strauß), è un aeroporto tedesco situato a 28 km nordest di Monaco di Baviera, hub delle compagnie aeree Lufthansa e Star Alliance. Con oltre 34 milioni di passeggeri (nel 2010), è il secondo principale aeroporto in Germania e il settimo in Europa.
Sostituì nel 1992 l'aeroporto di Monaco-Riem. Nel 2014 è stato nominato miglior aeroporto in Europa e terzo nel mondo da Skytrax.

## Terminal
L'aeroporto ha due terminal, collocati nella zona fra le due piste dello scalo, assieme ad altre aree, come la zona cargo.
È intitolato al politico tedesco Franz Josef Straus (1915-1988), presidente della Baviera nonché della CSU.

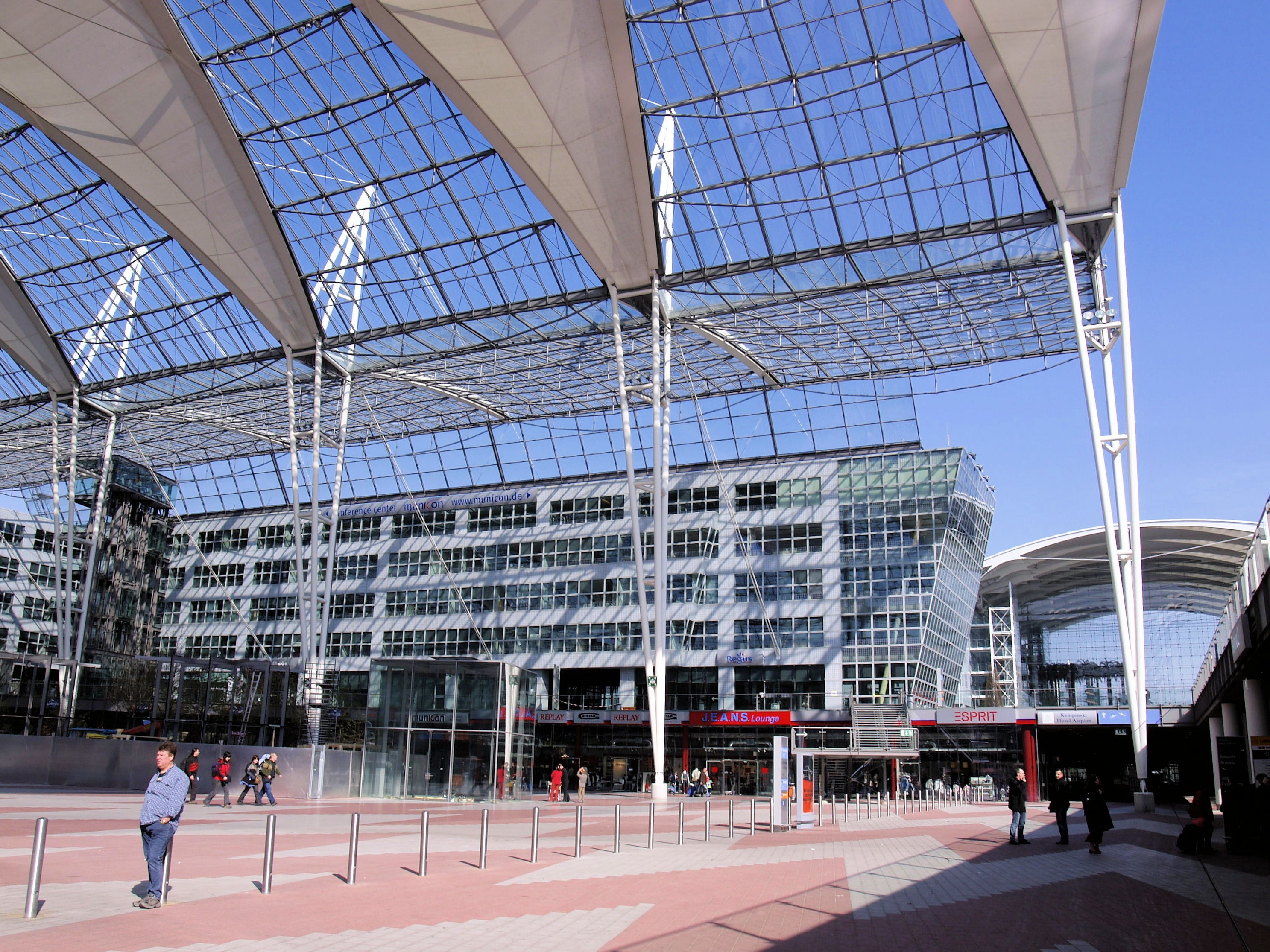
L'Aeroporto di Monaco di Baviera Terminal

### Terminal 1
Il terminal 1 è la parte dell'aeroporto più vecchia ed è diventato operativo il 17 maggio del 1992. Ha una capacità di 25 milioni di passeggeri annui ed è diviso in cinque moduli contrassegnati con le lettere dell'alfabeto: A, B, C, D ed E. L'ultimo di questi, il modulo E, non ha la struttura necessaria per i voli in partenza, perciò ospita solo i voli in arrivo. Vi è anche una sesta parte, la hall F, edificata vicino al terminal 2, che viene utilizzata per i voli di massima sicurezza diretti verso Israele. Alcuni banchi centrali del terminal 1 si trovano nella zona centrale, denominata Zentralbereich.
Il terminal 1 viene utilizzato dalle compagnie aeree che non fanno parte di Star Alliance, fatta eccezione per la controllata di Lufthansa Germanwings, che usa la Hall D, e la sua consociata Condor, che opera dalla Hall B.

### Terminal 2

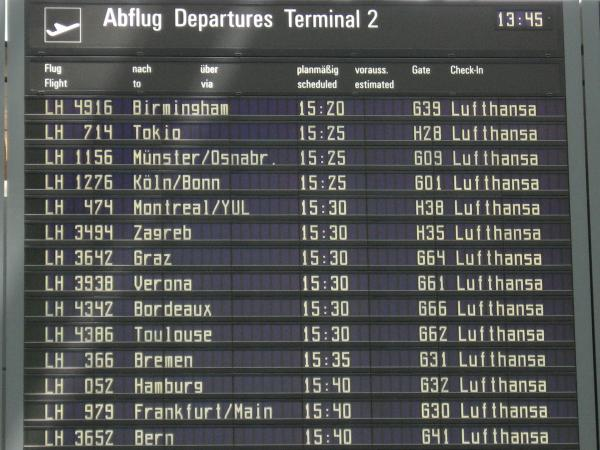
Il tabellone dei voli al terminal 2

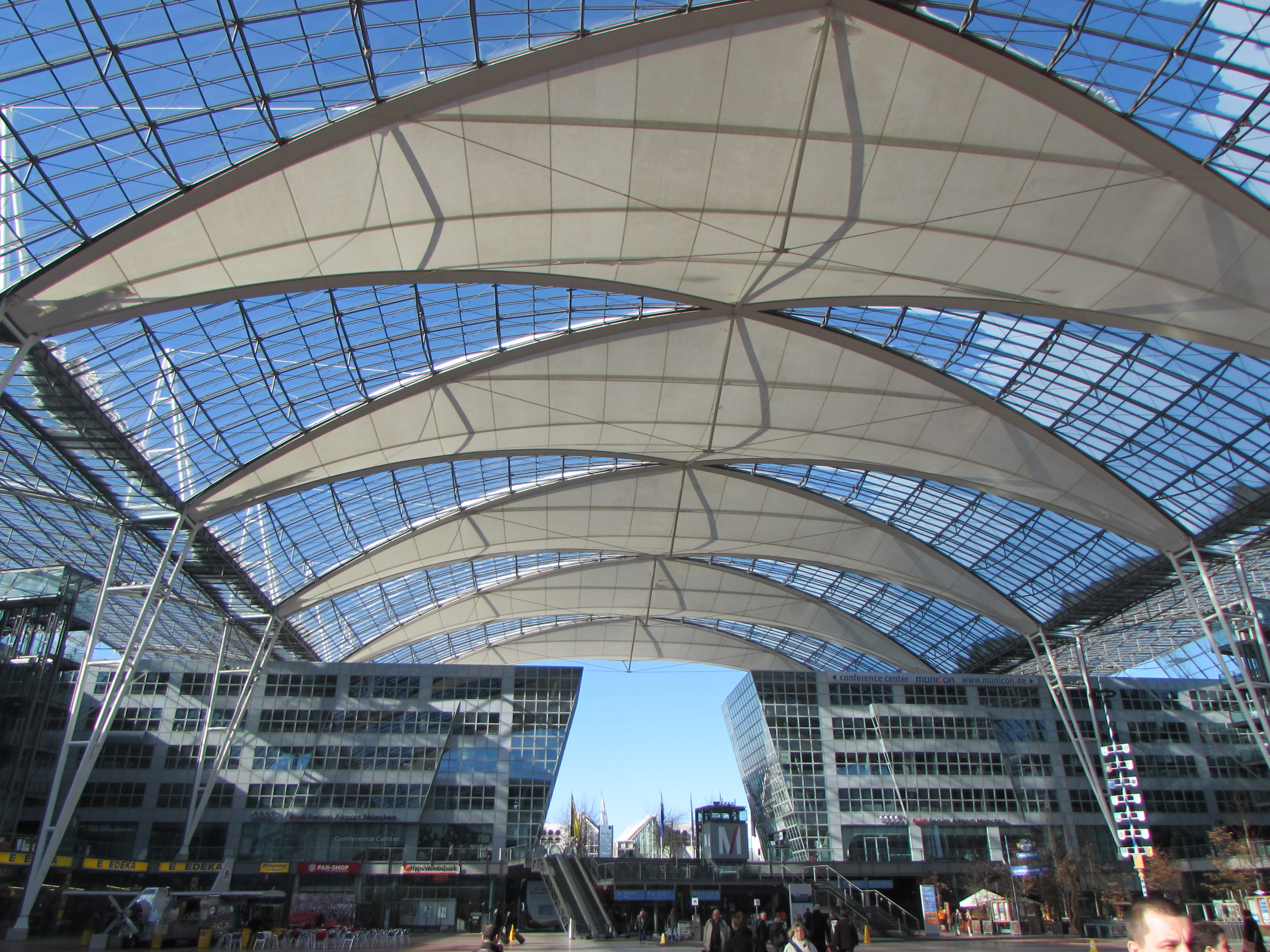
La copertura dell'area antistante l'Aeroporto di Monaco di Baviera

Il terminal 2 è entrato in funzione il 29 giugno del 2003. Anch'esso ha una capacità di 25 milioni di passeggeri all'anno. Progettato per fungere da hub per Lufthansa e per le altre compagnie appartenenti a Star Alliance, non è diviso in moduli come il terminal 1 e tutte le strutture si sviluppano attorno a un corpo centrale. A causa delle misure di sicurezza imposte dall'Unione europea, il terminal è stato dotato di strutture in grado di gestire i passeggeri provenienti da Paesi considerati non sicuri.
Il terminal 2 è il primo terminal in Germania ad essere parzialmente di proprietà di una compagnia aerea, in questo caso Lufthansa.

## Satellite (Terminal 2)
Il 26 aprile 2016 è stato inaugurato il nuovo edificio satellite del Terminal 2. È servito da una metropolitana sotterranea che lo collega in meno di un minuto, con il Terminal 2. La nuova struttura, con 27 piazzole di sosta per gli aerei è gestita da Lufthansa insieme alla società aeroportuale, e consente di aumentare la capacità dello scalo di 11 ulteriori milioni di passeggeri l'anno, portando la capacità complessiva del Terminal 2 a 36.000.000 passeggeri l'anno. Anche chi parte dal satellite effettua il check-in e controlli di sicurezza al Terminal 2, considerato uno dei più efficienti d'Europa.

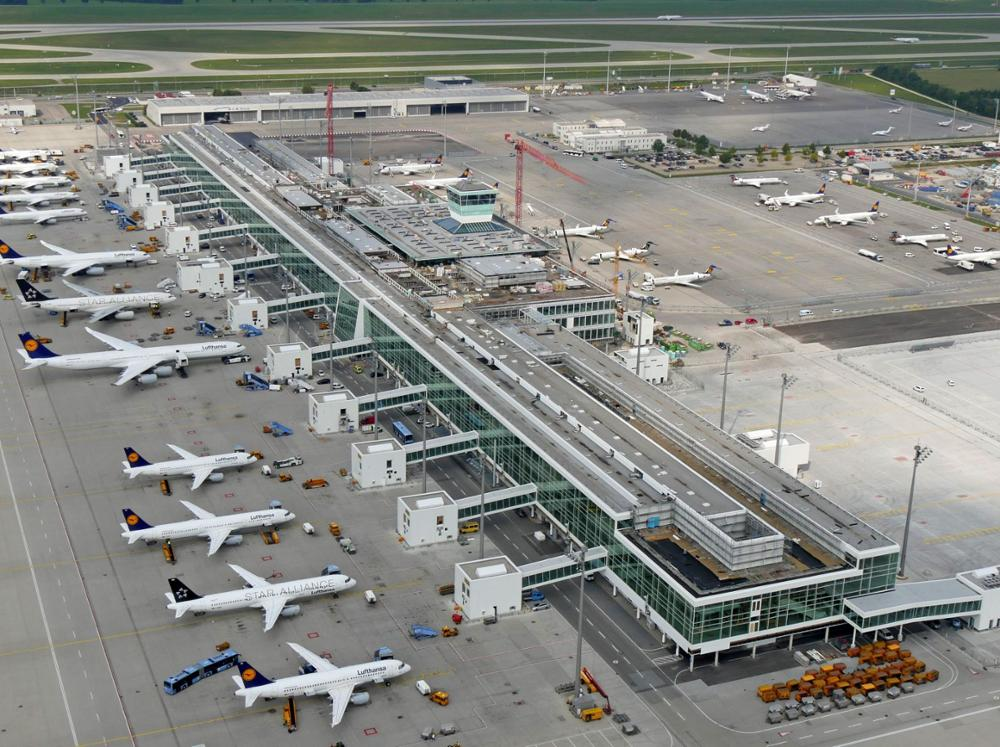
Il nuovo satellite in costruzione

## Area cargo
L'aeroporto ha anche un'area-cargo.